# Musik in Osttimor

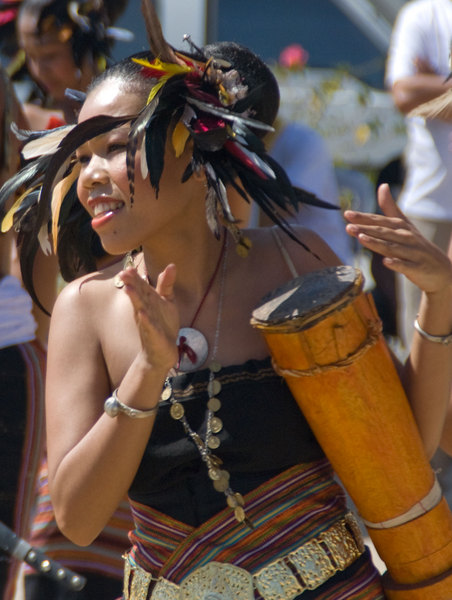
Timoresische Tänzerin mit Babadok-Trommeln

Die Musik Osttimors spiegelt den Einfluss der Fremdherrschaft wider, unter der das Land fast 500 Jahre stand. Portugiesen und Indonesier brachten ihre Musik wie etwa Fado und Gamelan mit. Daneben gibt es eine reichhaltige traditionelle Tanzkultur. Für sie werden hauptsächlich Trommeln und andere Schlaginstrumente verwendet, aber auch Gitarren, Geigen und Hörner kommen zum Einsatz.

## Traditionelle und rituelle Musik

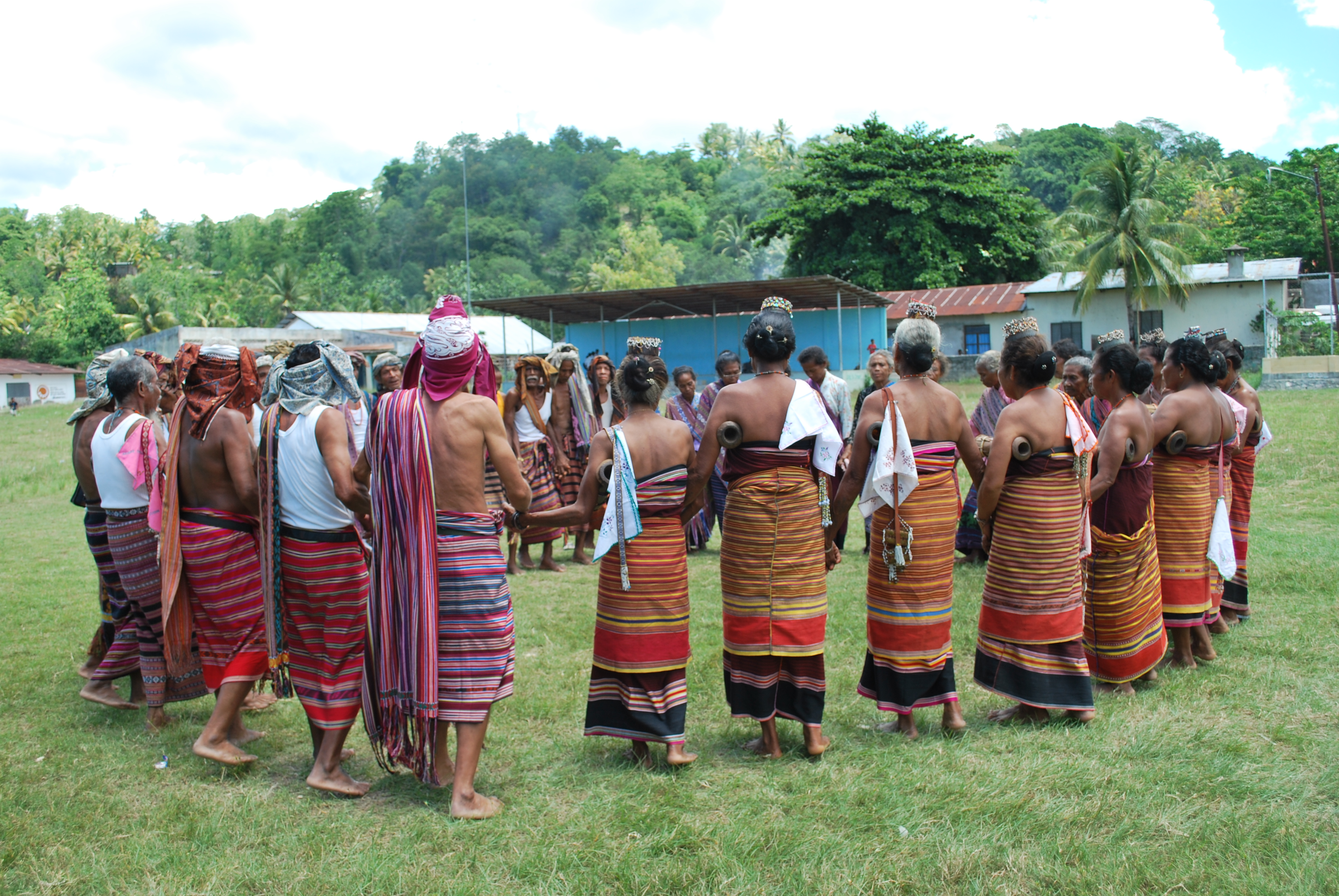
Tebedai- oder Tebe Dahur-Tanz in Viqueque

Einer der traditionellen Tänze ist der Likurai-Tanz, der ursprünglich für die vom Krieg heimkehrenden Männer von den Frauen vorgeführt wurde. Der Tanz wurde von einer kleinen Trommel begleitet. Dazu trug man die Köpfe erschlagener Feinde in einer Prozession durch das Dorf. Heutzutage wird dieser Tanz von den Frauen zur Werbung verwendet. Der Tebedai-Tanz (auch tebe dahur) ist ein traditioneller Tanz im ganzen Land, bei dem man zu Trommeln im Kreis tanzt.
Die Kakalo'uta ist ein Schlaginstrument aus drei aufgehängten Hölzern der Fataluku. Es wird aus dem Ai Solda-Baum hergestellt. Die Fara-Fara ist ein trompetenähnliches Instrument aus Bambus und Palmblättern, mit der Tiere aus den Feldern vertrieben werden. Das Karau dikur ist ein Horn aus einem Wasserbüffelhorn. Es wird im Heiligen Haus (Uma Lulik) oder dem Wohnsitz des Liurais geblasen, um die Dorfbewohner für große Anlässe zusammen zu rufen. Es wird auch bei traditionellen Tänzen verwendet. Weitere traditionelle Instrumente sind Trommeln (entweder auf dem Boden stehend oder als kleine Handtrommel von Tänzerinnen, die Babadok), Gongs (butaki) und andere Schlaginstrumente. Die Raba oder Baba sind Bretter, die an die Hände geschnallt gegeneinander geschlagen werden. Sie werden zum Beispiel bei der Begrüßung von Gästen verwendet. Die Lakadou, ein Instrument, das ursprünglich von den Mambai stammt, ist eine Mischung aus Schlag- und Streichinstrument.
Im Juli 2009 wurde mit der Hadahur Music School Osttimors erste Musikschule in Dili gegründet. Sie soll sowohl die traditionelle Musik bewahren, als auch klassische und populäre Musik der Bevölkerung näher bringen. Auch ist die musische Erziehung ein Ziel.

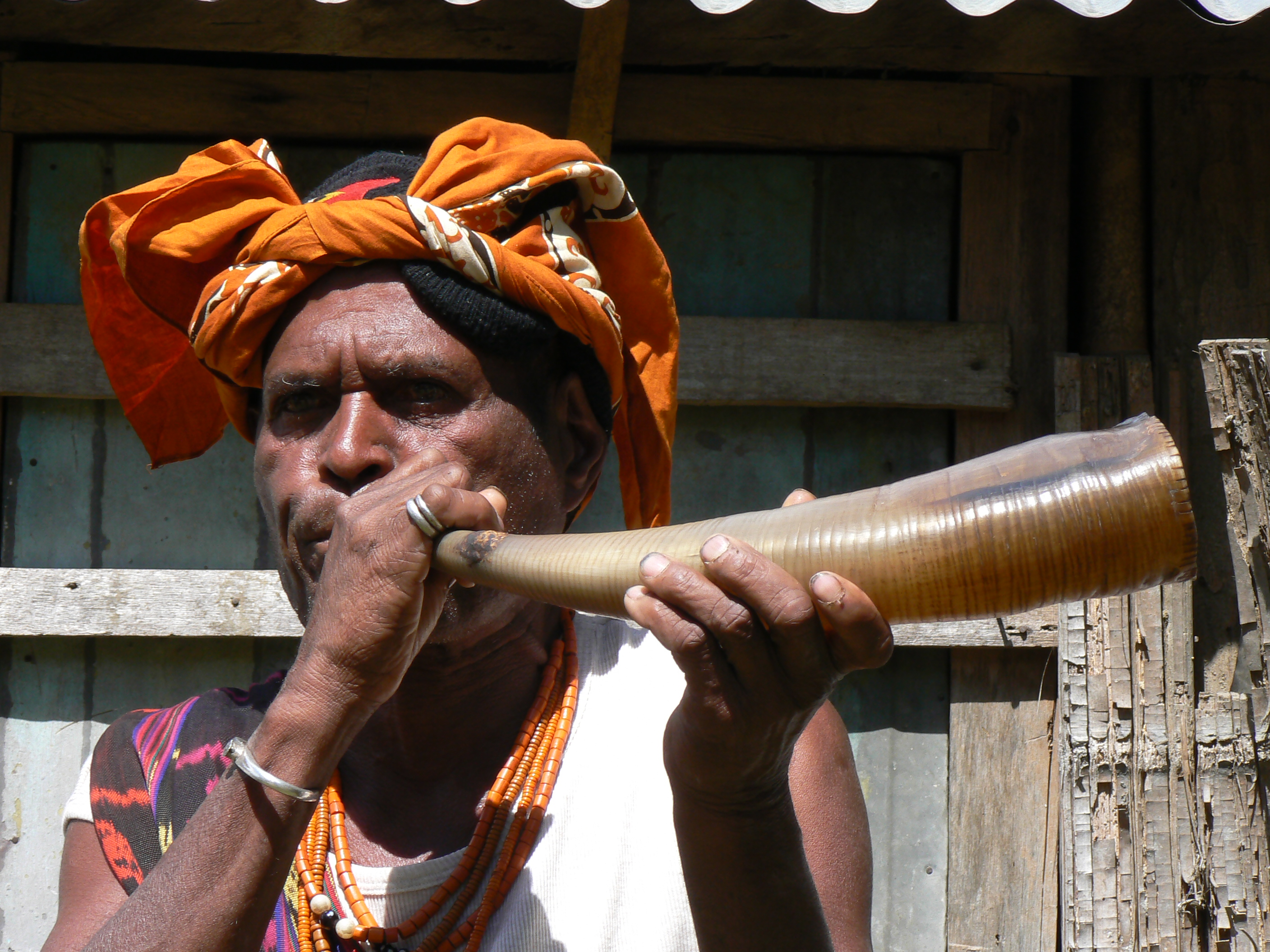
Karau dikur in Fatulia
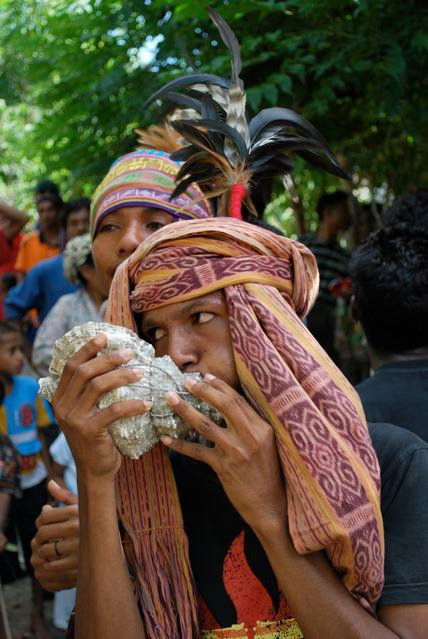
Puhu-Puhu
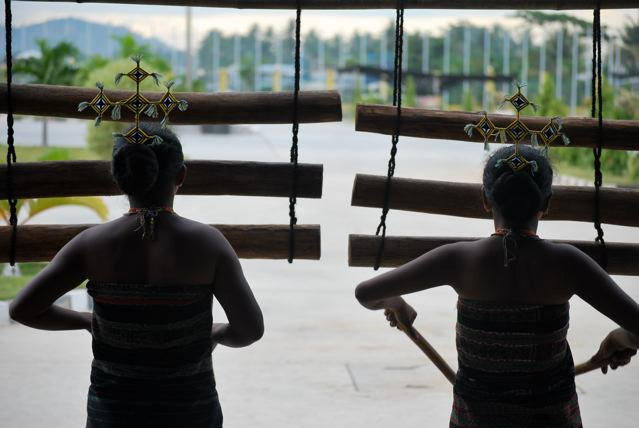
Kakalo'uta aus Lospalos
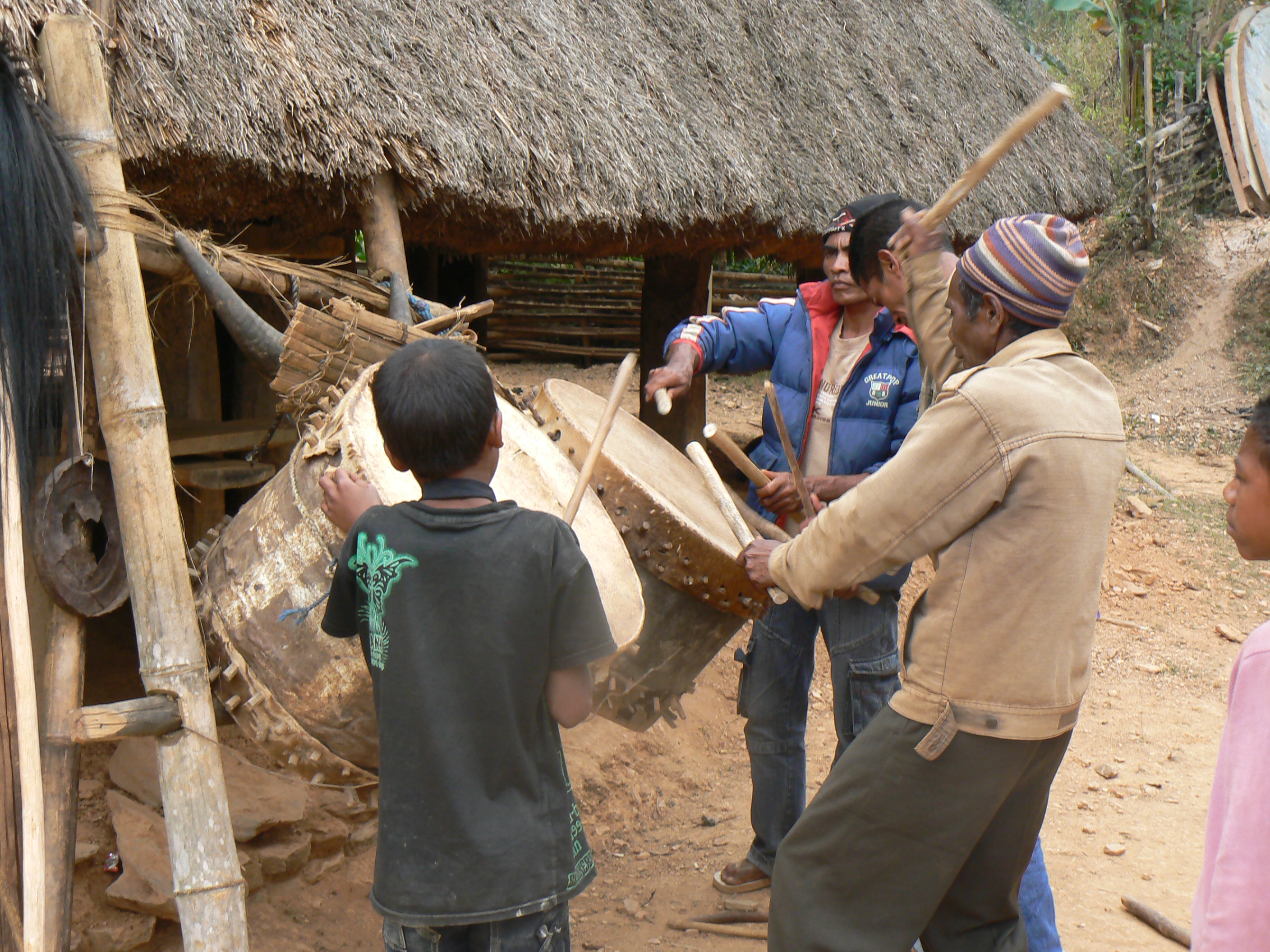
Trommler in Estado
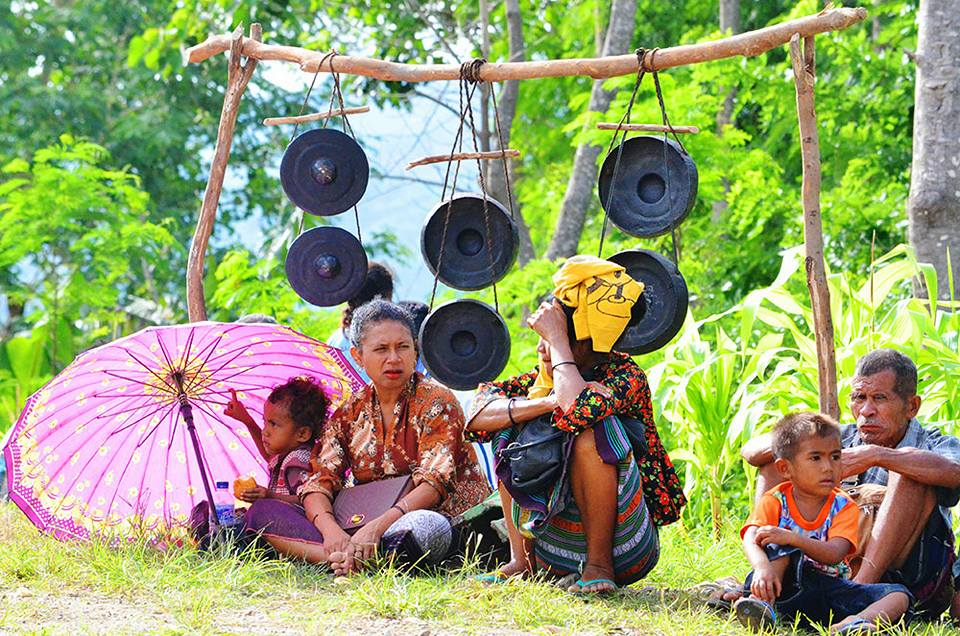
Hängende Gongs in Banafi
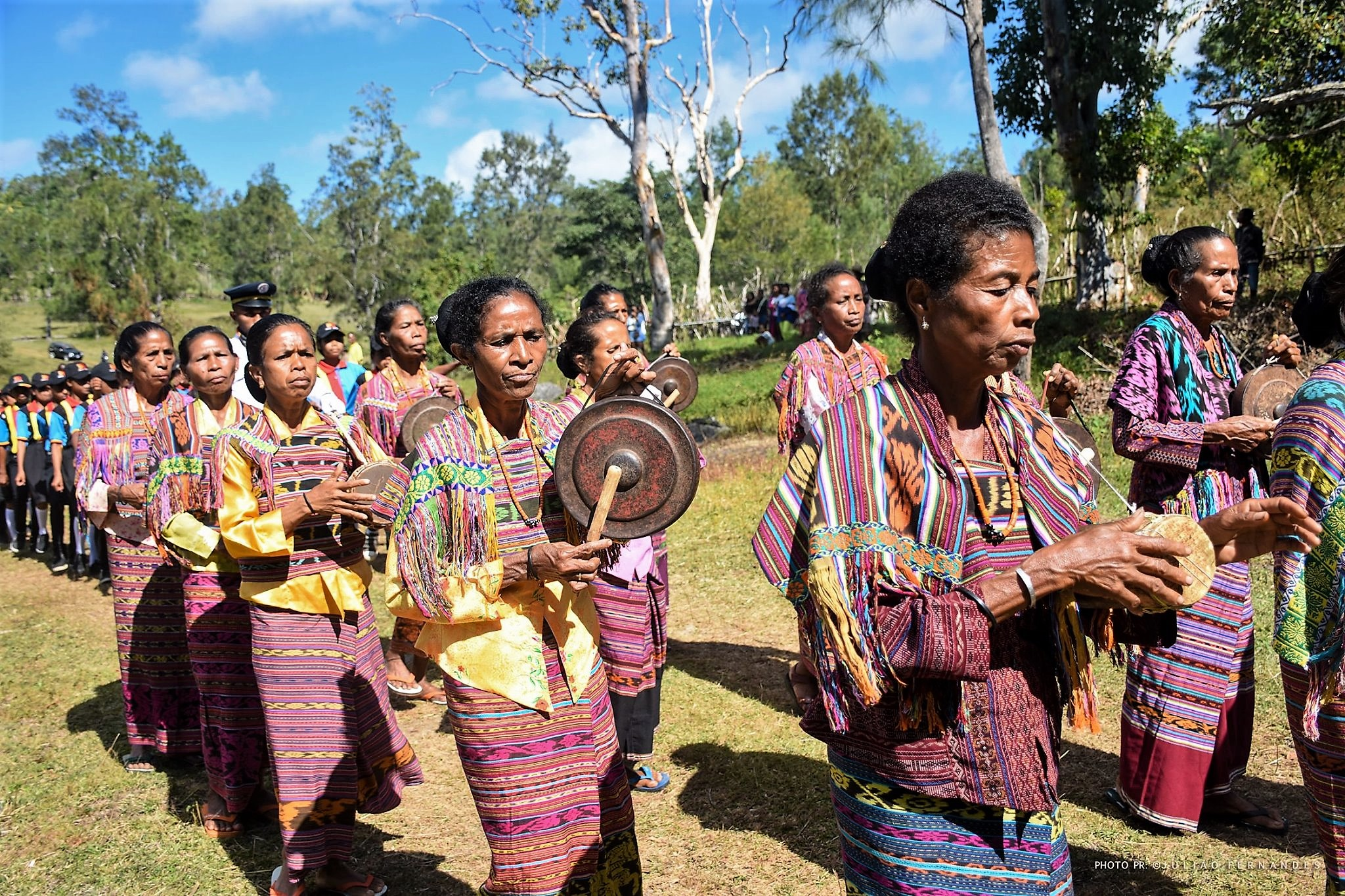
Frauen in Uabubo mit Gongs und Trommeln
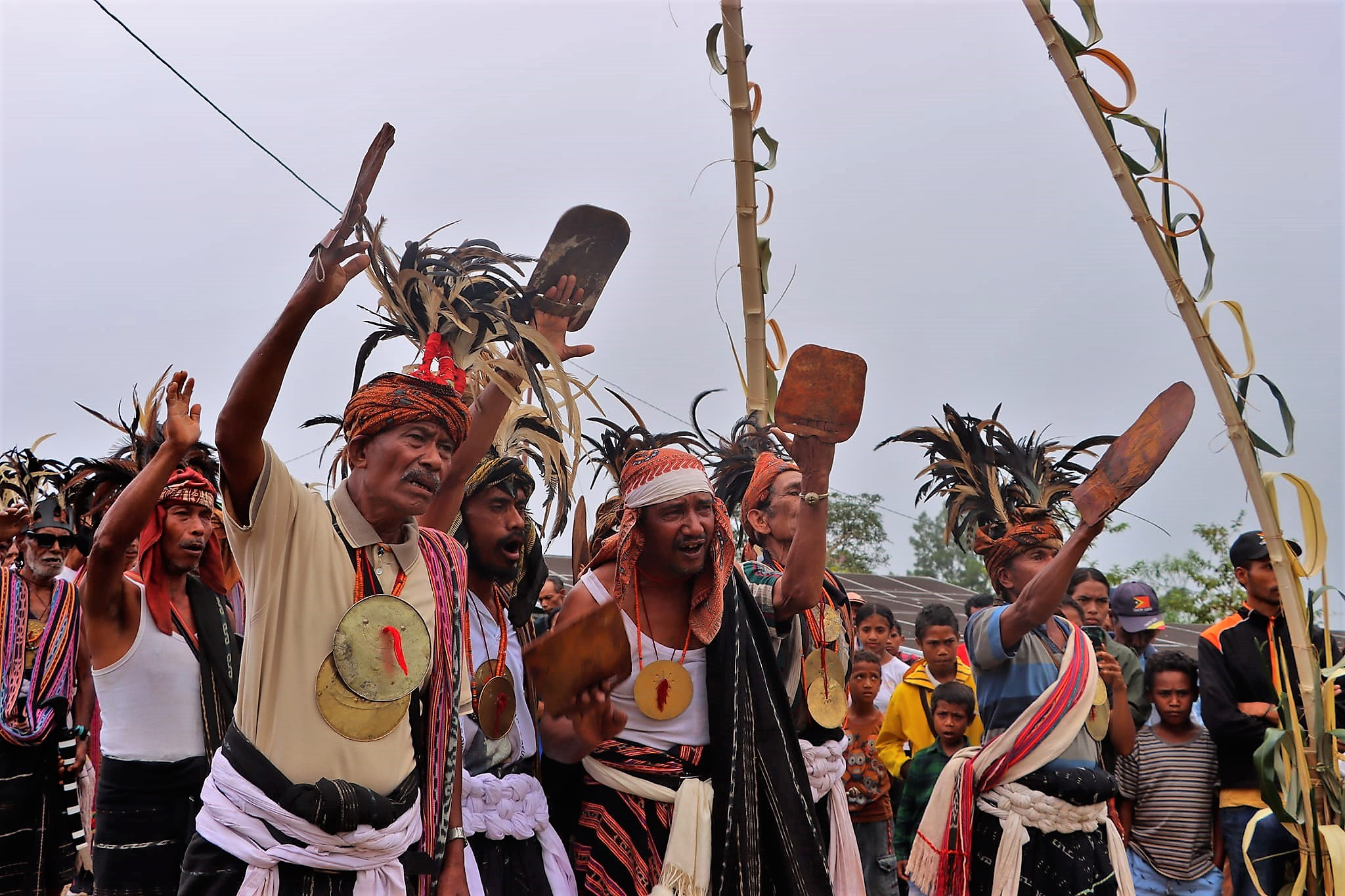
Männer mit Raba in Rotuto

## Alltags- und Popmusik

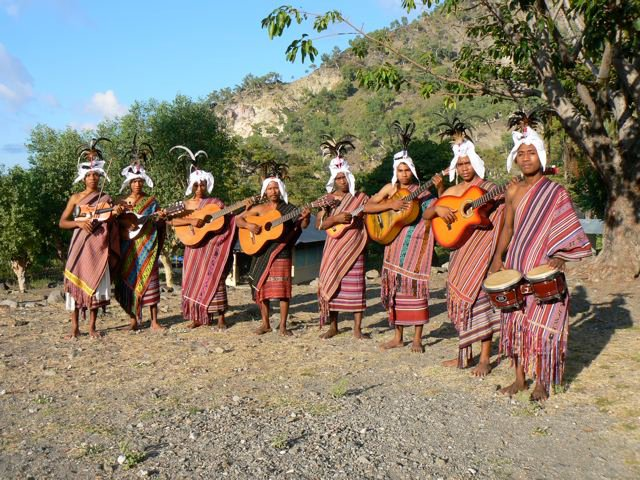
Musikergruppe in Maquili

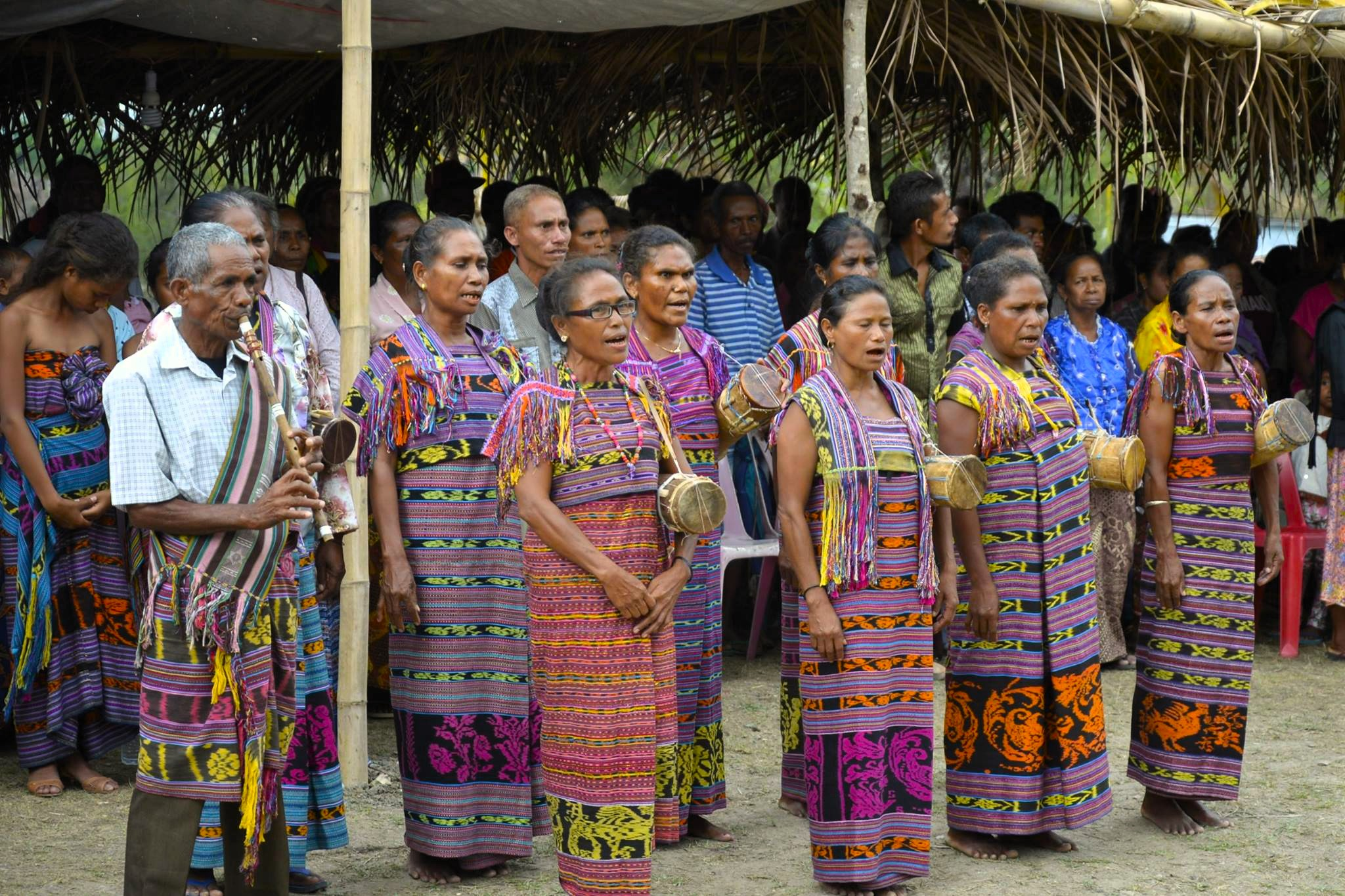
Musiker mit Flöte und Trommeln in Bado-Ho’o

Die Gitarre ist seit langem ein wichtiger Bestandteil der osttimoresischen Musik. Sie wurde von den Portugiesen eingeführt, jedoch gibt es auch einheimische Saiteninstrumente, die ihr ähneln. Ebenfalls von den Portugiesen beeinflusst ist die reichhaltige Kirchenchortradition.
Die moderne timoresische Musik hat enge Bindungen zur ehemaligen Unabhängigkeitsbewegung. So hatte etwa die Band Dili All Stars ein Lied veröffentlicht, das zu einer Hymne während der Vorbereitung zum Unabhängigkeitsreferendum 1999 wurde. Die Vereinten Nationen gaben den Auftrag zu dem Lied Oras to’o (deutsch Die Zeit ist gekommen) von Lahane, das die Bevölkerung ermutigen sollte, sich für das Referendum zu registrieren. Ein weiteres Lied von Lahane zu dem Thema war Loron aban hahu ohin (deutsch Das Morgen beginnt heute). Das Lied bekam Kultstatus.
Zu den osttimoresischen Popmusikern gehört Teo Batiste Ximenes, der in Australien aufwuchs und Folkrhythmen Osttimors in seiner Musik verwendet. Viele osttimoresische Auswanderer brachten ihre Volksmusik auch in die Welt, so nach Portugal und Australien. In Portugal wurde diese mit Musikrichtungen aus anderen portugiesischen Kolonien wie Angola und Mosambik vermischt. Weitere Einflüsse stammen von Rock ’n’ Roll, Hip-Hop und Reggae. Musiker und Bands aus Osttimor sind Ego Lemos, Joviana Guterres, Cidalia, Cinco do Oriente (eine Neugründung von 1995, die wie ihre Vorgänger traditionelle timoresische Musik in Verbindung mit modernen Klängen spielt), Rai Na’in, Detective und Diosis Putri. Es gibt auch eine Rap- und Hiphop-Szene, die viele soziale und politische Themen aufgreift. Die Gruppe Black Jesus befasst sich zum Beispiel mit der LGBT-Szene, Geschichten der Überlebenden und der Opfer der Besatzungszeit und zu Menschenrechtsthemen. Die 2011 gegründete Gruppe Warwaik spielt  Post-Hardcore, Progressive Metal und Alternative Metal.
2011 erzürnten Medizinstudenten, die den Tanz Kizomba in Kuba gelernt hatten, mehrere Politiker, wie den Parlamentspräsidenten Fernando de Araújo, mit dem „unmoralischen Tanz“. Es wurde sogar deswegen eine Verabschiedung eines „Anti-Pornographie-Gesetzes“ gefordert.
Bei der zweiten Staffel der indonesischen Gesangs-Castingshow D′Academy Asia (Ende 2016), bei der Kandidaten aus mehreren südostasiatischen Ländern teilnehmen, erreichte die Osttimoresin Maria Vitória (MarVi) hinter drei Indonesiern den vierten Platz. Bei dem Wettbewerb wurden Dangdut-Lieder gesungen. 2018 gewann MarVi die 6. Staffel von The Voice Portugal.

## Rolle der Musik im Widerstand

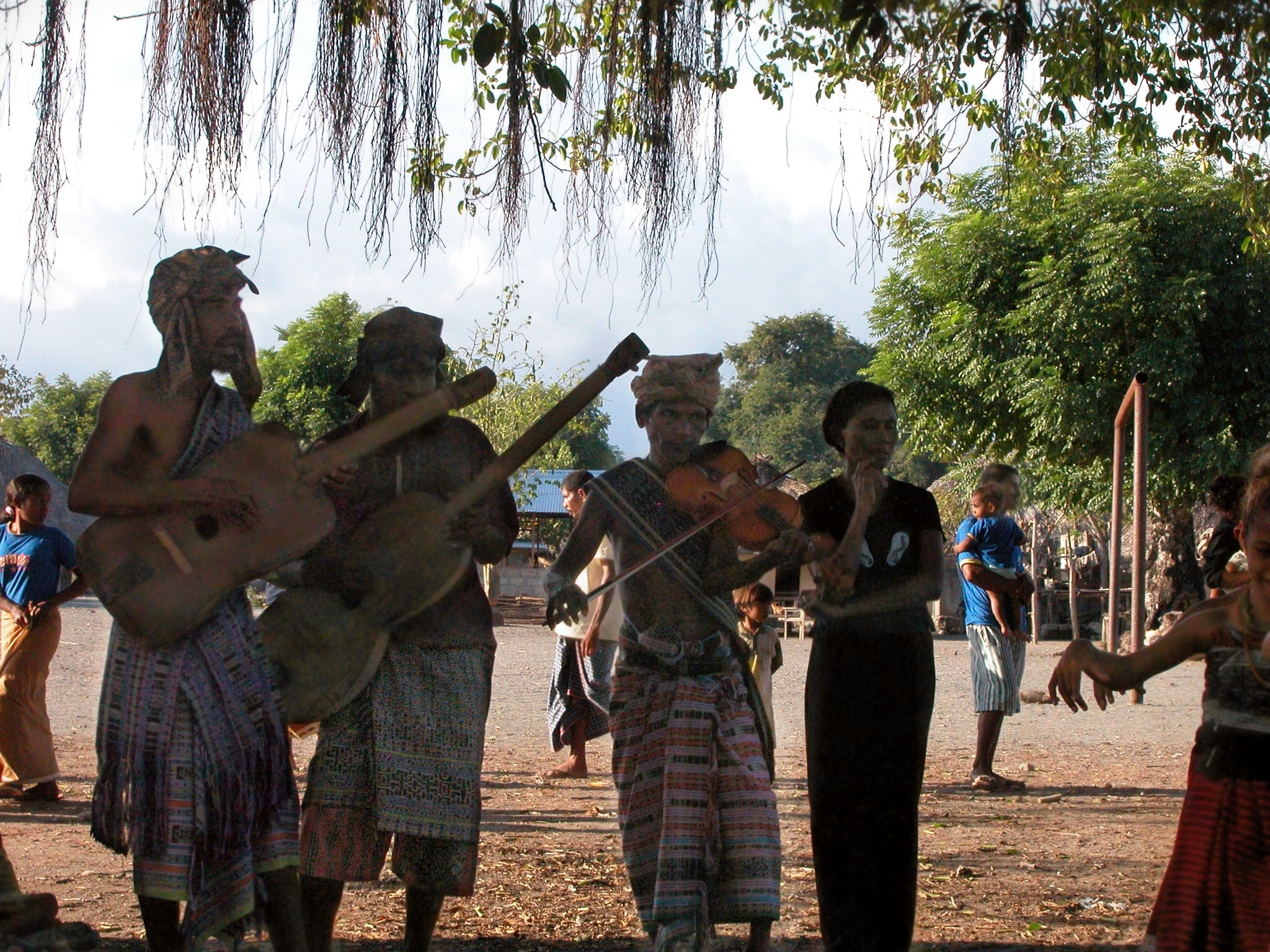
Musiker bei einem Fest in Suai

Musik hatte eine große Bedeutung im „kulturellen Widerstand“ der Osttimoresen gegen die indonesische Besetzung (1975–1999). Die Guerilleros in den Wäldern spielten Musik, um wieder zu Kräften zu kommen und den Kampfgeist zu stärken. Man komponierte und textete eigene Lieder, die vom Widerstandskampf erzählten, auch wurden viele traditionelle Lieder entsprechend umgedichtet. Der kämpferische Inhalt wurde in Metaphern, zum Beispiel in einer Liebesgeschichte versteckt, damit nur Osttimoresen die wahre Bedeutung erkennen konnten. So wurden die Lieder überall gesungen, auch in den besetzten Siedlungen. Ein bekanntes Beispiel für ein umgetextetes Lied ist Kolele Mai aus Baucau. Francisco Borja da Costa dichtete es mit ausdrucksstarker, revolutionärer Lyrik zu einem Aufruf zum Unabhängigkeitskampf um. Im Laufe der Jahre wurde das Lied zu beliebter Tanzmusik und man sang es mit fröhlichen Texten. Die wahre Bedeutung als Revolutionslied war trotzdem den Osttimoresen bewusst. Auch Abílio Araújo ist ein Gründer der Tradition der osttimoresischen Revolutionslieder. Er komponierte Foho Ramelau, die Parteihymne der FRETILIN, und das Kampflied Funu nain FALINTIL (deutsch Der edle Krieg der FALINTIL). Auch Guerillaführer Xanana Gusmão schrieb Lieder während seiner Kampfzeit. Soe Isin Lemorai verfasste im Gefängnis Hau hakarak kaer ba fitun (deutsch Ich will nach den Sternen greifen), versteckt eine Hoffnung auf die Unabhängigkeit für Osttimor. Nach einem Auftritt der Band Cinco do Oriente vor dem Hotel Dili in der Besatzungszeit verschwanden drei der fünf Mitglieder für immer. Ego Lemos verfasst 1999 nach demselben Muster Hadomit Timor. Auch er spielte mit Metaphern. Agostinho Moniz schrieb im australischen Exil das romantische Lied Maria, das ebenfalls das Thema „Osttimor“ in einem Liebeslied versteckte.

## Osttimor in der Musik im Ausland

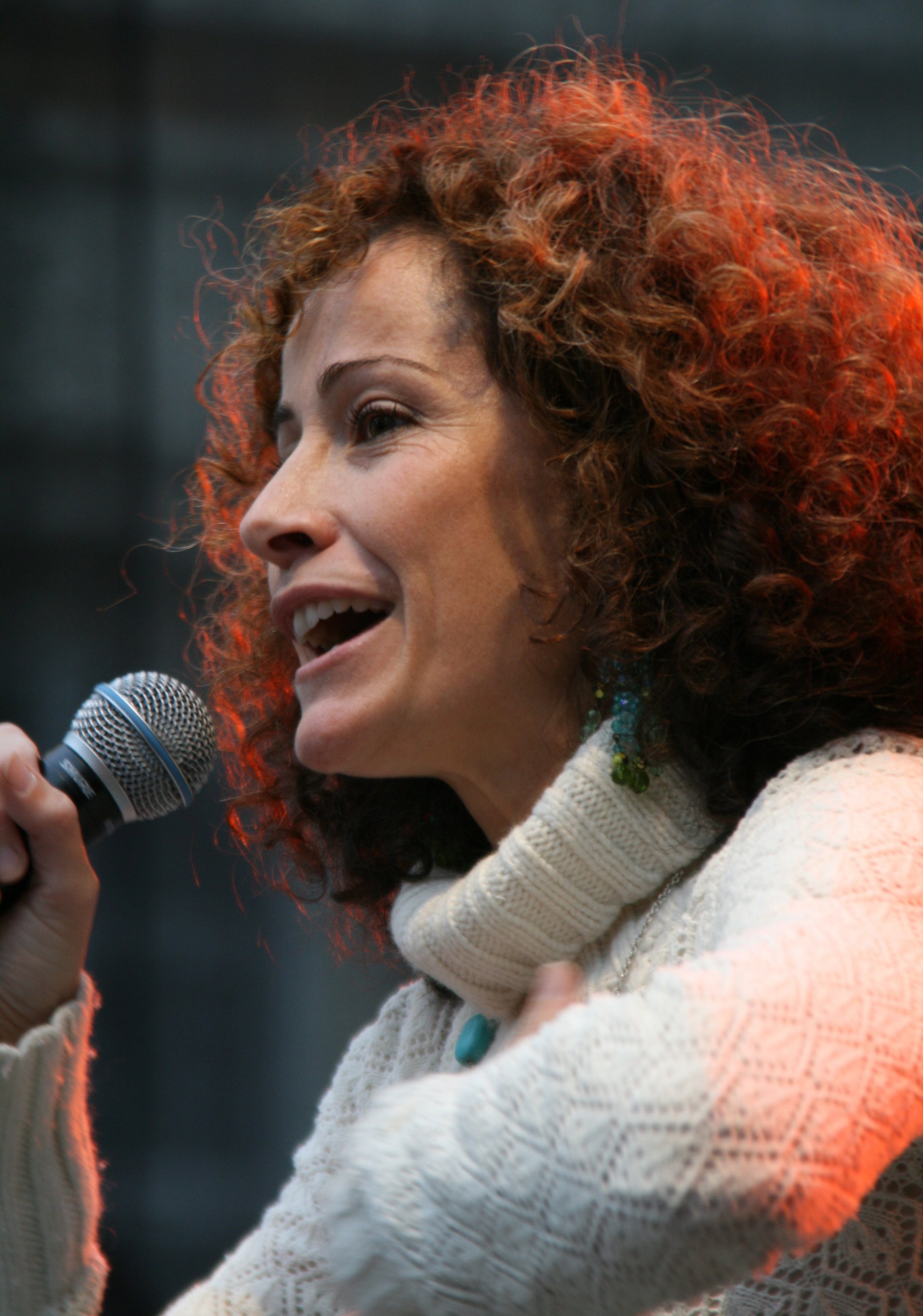
Sandra Pires

Die in Osttimor geborene Sängerin Sandra Pires ist unter anderem in ihrer jetzigen Heimat Österreich erfolgreich. Ihre Eltern flohen vor dem Bürgerkrieg von 1975. 2007 trat Pires erstmals in ihrem Geburtsland auf.
Die australische Band Midnight Oil brachte 1993 Kolele Mai in einer eigenen Version raus, um ihre Solidarität zum osttimoresischen Befreiungskampf zu zeigen.
Ein Lied auf dem Musikalbum Oral Fixation 2 der kolumbianischen Sängerin Shakira heißt Timor. Es handelt von der Gewalt in Osttimor 1999 und der mangelnden Berichterstattung darüber in der westlichen Welt. Auch das Lied Four Hundred Miles from Darwin der Whitlams ist der Gewalt in Osttimor während der indonesischen Besetzung gewidmet.
Der australische Komponist Martin Wesley-Smith widmete ein Großteil seines Werkes dem Osttimorkonflikt.